# Claude Ménard
Arsène Claude Ménard, född 14 november 1906 i Montrésor i Indre-et-Loire, död 2 september 1980 i Amboise i Indre-et-Loire, var en fransk friidrottare.
Ménard blev olympisk bronsmedaljör i höjdhopp vid sommarspelen 1928 i Amsterdam.